# Dynamic spectrum management
Pour les articles homonymes, voir DSM.
Le dynamic spectrum management (DSM) est une technique au stade de recherche visant à améliorer la performance de l'ADSL supportée sur les lignes de cuivre actuelles. Elle est déployée aux États-Unis et elle permet d'augmenter les débits des modems ADSL et VDSL opérant sur des paires de cuivre.
Cette technique est basée sur la réduction des interférences (diaphonie) entre les différentes paires de cuivres, partageant une même gaine, des différents abonnés.
La technique met en œuvre une gestion dynamique du spectre en optimisant les niveaux des porteuses afin de réduire les interférences entre les modems client (CPE) et les modems de l'opérateur (DSLAM)